# Liste des gouverneurs de l'Acadie

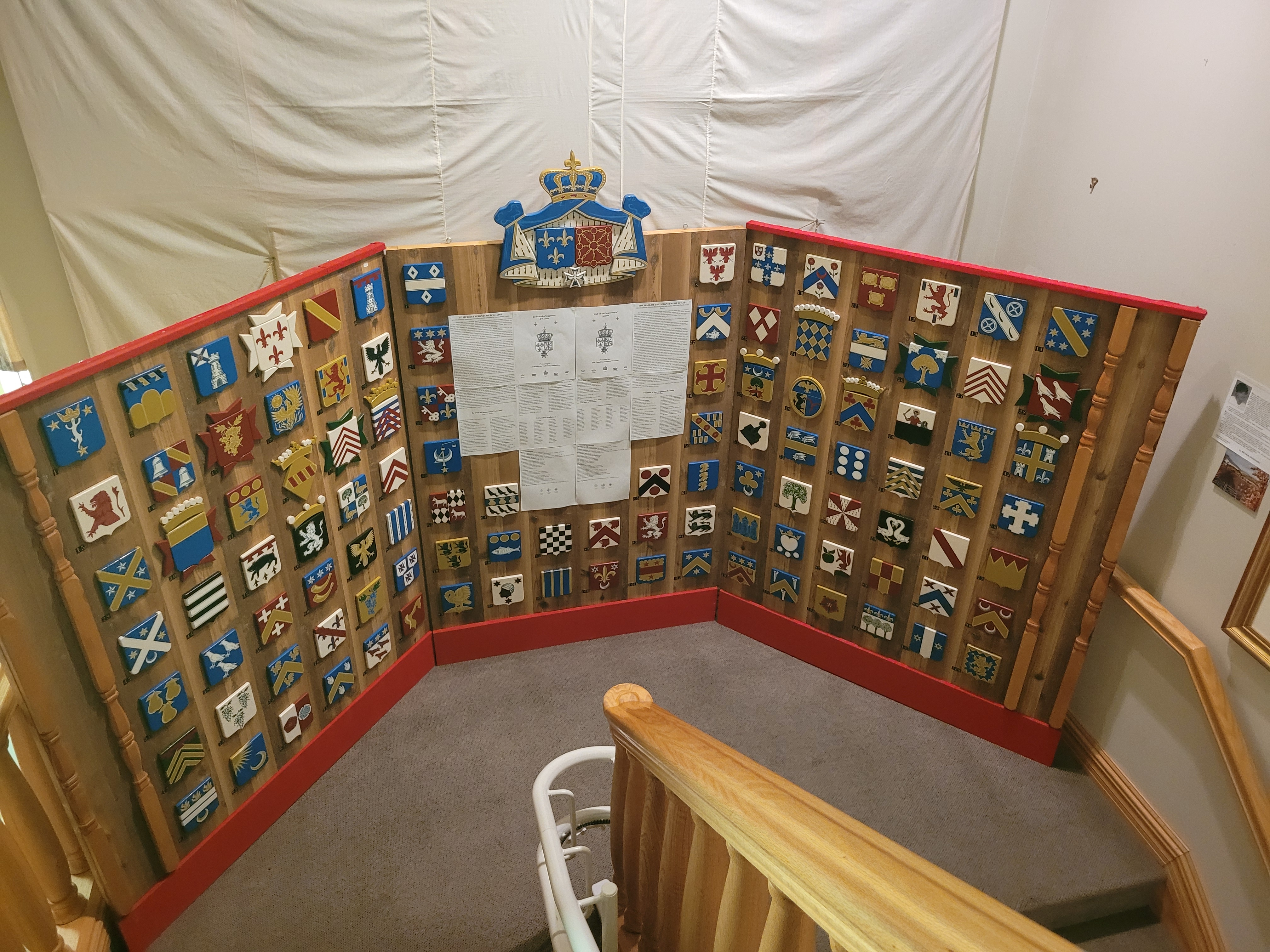
Tableau des armoiries des seigneurs et gouverneurs de l'Acadie, au musée des cultures fondatrices de Grande-Anse.

Cet article dresse une liste des gouverneurs  de l'Acadie de sa fondation en 1604 jusqu'à l'invasion britannique de 1710. Ces personnalités ont parfois porté d'autres titres que gouverneur mais sont traditionnellement considérées comme telles. L'Acadie fut une colonie française mais fut aussi contrôlée à plusieurs reprises par les Anglais, les Écossais, les Néerlandais et le Massachusetts. Des gouverneurs français ont parfois eu un mandat même lorsque la colonie n'était pas contrôlée par la France. Il y a aussi eu des périodes où deux gouverneurs exerçaient le pouvoir au même moment.

## Gouverneurs français (1603-1624)
| Nom                  | Portrait | Début du mandat | Fin du mandat  | Notes                 | Souverain  |
| -------------------- | -------- | --------------- | -------------- | --------------------- | ---------- |
| Pierre Dugua de Mons |          | 1603,           | 1607,          |                       | Henri IV   |
| Jean de Poutrincourt |          | 1610,           | 1614,          | Lieutenant-gouverneur | Louis XIII |
| Charles de Biencourt |          | 1614,           | 1623, ou 1624, | Vice-amiral           | Louis XIII |

## Gouverneurs écossais (1621-1632)
| Nom               | Portrait | Début du mandat | Fin du mandat | Notes | Souverain                                      |
| ----------------- | -------- | --------------- | ------------- | ----- | ---------------------------------------------- |
| William Alexander |          | 1621,           | 1632,         |       | Jacques VI (1621-1625) Charles 1er (1625-1632) |

## Gouverneurs français (1624-1657)
| Nom                                                                | Portrait | Début du mandat | Fin du mandat         | Notes | Souverain                                    |
| ------------------------------------------------------------------ | -------- | --------------- | --------------------- | --- | -------------------------------------------- |
| Charles de Saint-Étienne de La Tour (1er mandat)                   |          | 1623 ou 1624,   | 1631                  | | Louis XIII                                   |
| Isaac de Razilly                                                   |          | 1632,           | 1635,                 | | Louis XIII                                   |
| Claude de Launay-Razilly, représenté par Charles de Menou d'Aulnay |          | 1635,           | 1638                  | Ni D'Aulnay ni Launay-Razilly n'ont le titre de gouverneur. Launay-Razilly s'occupe des affaires et France tandis que D'Aulnay est son lieutenant en Acadie. | Louis XIII                                   |
| Charles de Menou d'Aulnay                                          |          | 1638            | 1650,                 | Lieutenant-général | Louis XIII (1638-1643) Louis XIV (1643-1650) |
| Charles de Saint-Étienne de La Tour (2e mandat)                    |          | 1650,           | 1654, ou 1657         | Gouverneur | Louis XIV                                    |
| Nicolas Denys                                                      |          | 1654            | 1688[réf. nécessaire] | | Louis XIV                                    |

## Gouverneurs anglais (1654-1670)
| Nom                                                               | Portrait | Début du mandat       | Fin du mandat         | Notes                                                | Souverain                                                             |
| ----------------------------------------------------------------- | -------- | --------------------- | --------------------- | ---------------------------------------------------- | --------------------------------------------------------------------- |
| John Leverett[réf. nécessaire]                                    |          | 1654                  | 1657                  | « Commandant des forts récemment pris aux Français » | Oliver Cromwell (Lord protecteur)                                     |
| William Crowne[réf. nécessaire] et Thomas Temple[réf. nécessaire] |          | 1657[réf. nécessaire] | 1670[réf. nécessaire] |                                                      | Richard Cromwell (Lord protecteur) (1657-1659) Charles II (1660-1670) |

## Gouverneurs français (1657-1677)
| Nom                                                | Portrait | Début du mandat       | Fin du mandat         | Notes | Souverain |
| -------------------------------------------------- | -------- | --------------------- | --------------------- | --- | --------- |
| Emmanuel Le Borgne                                 |          | 1657                  | 1667                  | | Louis XIV |
| Alexandre Le Borgne de Belle-Isle[réf. nécessaire] |          | 1667[réf. nécessaire] | 1670[réf. nécessaire] | | Louis XIV |
| Hector d'Andigné de Grandfontaine                  |          | 1670                  | 1673                  | | Louis XIV |
| Jacques de Chambly                                 |          | 1673                  | 1677                  | La Compagnie des Indes occidentales fait faillite en 1674. L'Acadie passe alors sous le domaine royal et ses gouverneurs sont désormais nommés par le roi de France. Jacques de Chambly n'occupe pas son poste durant la majeure partie de son mandat à cause de l'invasion de Jurriaen Aernoutsz. | Louis XIV |

## Gouverneurs néerlandais (1674-1678)
| Nom                    | Portrait | Début du mandat | Fin du mandat | Notes | Stathouder    |
| ---------------------- | -------- | --------------- | ------------- | --- | ------------- |
| John Rhoades           |          | 1674            | 1675          | Nommé commandant par Jurrian Aernoutsz en 1674 à la suite de l'invasion néerlandaise. Il est capturé par la Massachusetts et condamné à mort mais libéré en 1675. | Guillaume III |
| Cornelius Van Steenwyk |          | 1676            | 1678          | Nommé gouverneur en 1676 par la Compagnie néerlandaise des Indes occidentales, mais n'occupe jamais son poste.                                                    | Guillaume III |

## Gouverneurs français (1677-1690)
| Nom                                           | Portrait | Début du mandat | Fin du mandat | Notes | Souverain |
| --------------------------------------------- | -------- | --------------- | ------------- | ----- | --------- |
| Pierre de Joybert de Soulanges et de Marson   |          | 1677            | 1678          |       | Louis XIV |
| Michel Leneuf de La Vallière et de Beaubassin |          | 1678            | 1684          |       | Louis XIV |
| François-Marie Perrot                         |          | 1684            | 1687          |       | Louis XIV |
| Louis-Alexandre des Friches de Menneval       |          | 1687            | 1690          |       | Louis XIV |

## Gouverneurs anglais (1690-1691)
| Nom                 | Portrait | Début du mandat | Fin du mandat | Notes                                                                                          | Souveraine |
| ------------------- | -------- | --------------- | ------------- | ---------------------------------------------------------------------------------------------- | ---------- |
| Charles La Tourasse |          | 1690            | 1690          | Après l'invasion anglaise, William Phips le nomme président du conseil municipal de Port-Royal | Marie II   |

## Gouverneurs français (1691-1710)
| Nom                                       | Portrait | Début du mandat               | Fin du mandat | Notes                | Souverain |
| ----------------------------------------- | -------- | ----------------------------- | ------------- | -------------------- | --------- |
| Joseph Robineau de Villebon               |          | 7 avril 1691[réf. nécessaire] | 1700          | Commandant en Acadie | Louis XIV |
| Claude-Sébastien de Villieu               |          | 1700                          | 1701          |                      | Louis XIV |
| Jacques-François de Monbeton de Brouillan |          | 1701                          | 1705          |                      | Louis XIV |
| Simon-Pierre Denys de Bonaventure         |          | 1705[réf. nécessaire]         | 1706          |                      | Louis XIV |
| Daniel d'Auger, sieur de Subercase        |          | 1706,                         | 1710,         |                      | Louis XIV |